# An toàn khu Định Hóa
An toàn khu Định Hóa (ATK Định Hóa) là một khu di tích rộng lớn nằm ở tỉnh Thái Nguyên. Khu di tích này đã được công nhận là di tích quốc gia đặc biệt quan trọng của Việt Nam. Đây là nơi Chủ tịch Hồ Chí Minh và các nhà lãnh đạo Đảng, Nhà nước Việt Nam đã sống và làm việc từ 20/5/1947 - 1954 để lãnh đạo cuộc kháng chiến 9 năm chống thực dân Pháp.
Hiện nay, ATK còn nhiều di tích về nơi ở và làm việc của Chủ Tịch Hồ Chí Minh như nền nhà, hầm làm việc, cây râm bụt Bác trồng, phiến đá Bác thường nằm nghỉ trưa...

## Vị trí
An toàn khu Trung ương Định Hoá nằm ở trung tâm căn cứ địa Việt Bắc, nơi có địa thế hiểm trở "tiến có thể đánh, lui có thể giữ", có đầy đủ yếu tố địa lợi, nhân hoà, đã trở thành địa bàn hoạt động an toàn của các cơ quan đầu não kháng chiến. Khu căn cứ này đặt tại huyện Định Hóa nằm ở cực bắc tỉnh Thái Nguyên.

## Sự kiện lịch sử
ATK là nơi ghi lại nhiều sự kiện lịch sử:
- Ngày 6/12/1953, tại đồi Tỉn Keo, Bộ Chính trị BCH TW đã họp thông qua kế hoạch tác chiến - tấn công chiến lược Đông Xuân 1953- 1954 để làm nên chiến thắng Điện Biên Phủ.
- Nhiều sắc lệnh quan trọng của Nước Việt Nam Dân chủ Cộng hoà được ký ban hành tại đây, trong đó có luật về nghĩa vụ quân sự, sắc lệnh tổng động viên... về giảm tô và cải cách ruộng đất...
- Thủ đô ATK cũng là nơi diễn ra các hoạt động ngoại giao của nước ta thời ấy.

## Quá trình hình thành di tích
- Năm 1990 tại đồi Tỉn Keo, tỉnh Thái Nguyên đã xây bia tưởng niệm Chủ tịch Hồ Chí Minh, phòng trưng bày di tích lịch sử, nhà khách... Tại trung tâm xã Phú Đình cũng đã xây dựng nhà truyền thống, giới thiệu trưng bày nhiều hiện vật quý.
- Bên cạnh các di tích chính như đồi Tỉn Keo, Khuôn Tát, Nà Nom... cụm di tích ATK còn có nhiều địa danh đi vào lịch sử như: đèo De, núi Hồng, nhà ông Cao Nhật - một trong những cơ sở cách mạng đầu tiên của Xứ ủy Bắc Kỳ thời kỳ 1939 -1945; rừng Mấn - nơi đặt trạm liên lạc của Xứ uỷ Bắc Kỳ và là nơi mở lớp huấn luyện chính trị, quân sự. Đây cũng là nơi hoạt động của Trường Chinh, Tổng bí thư của Đảng khi đó và đồng chí Hoàng Quốc Việt. Cụm di tích có chùa Mai Sơn - nơi Xứ uỷ Bắc Kỳ đặt nhà in đặc biệt, in báo Cờ giải phóng và nhiều tài liệu quan trọng; đình Kha Sơn - nơi thành lập chính quyền cách mạng đầu tiên của xã...
- ATK hiện nay đã là một miền đất trù phú với những con đường nhựa chạy dài theo triền núi. Nhưng đến nơi này, hình ảnh một vùng chiến khu xưa vẫn còn hiện hữu rất rõ.

## Hình ảnh

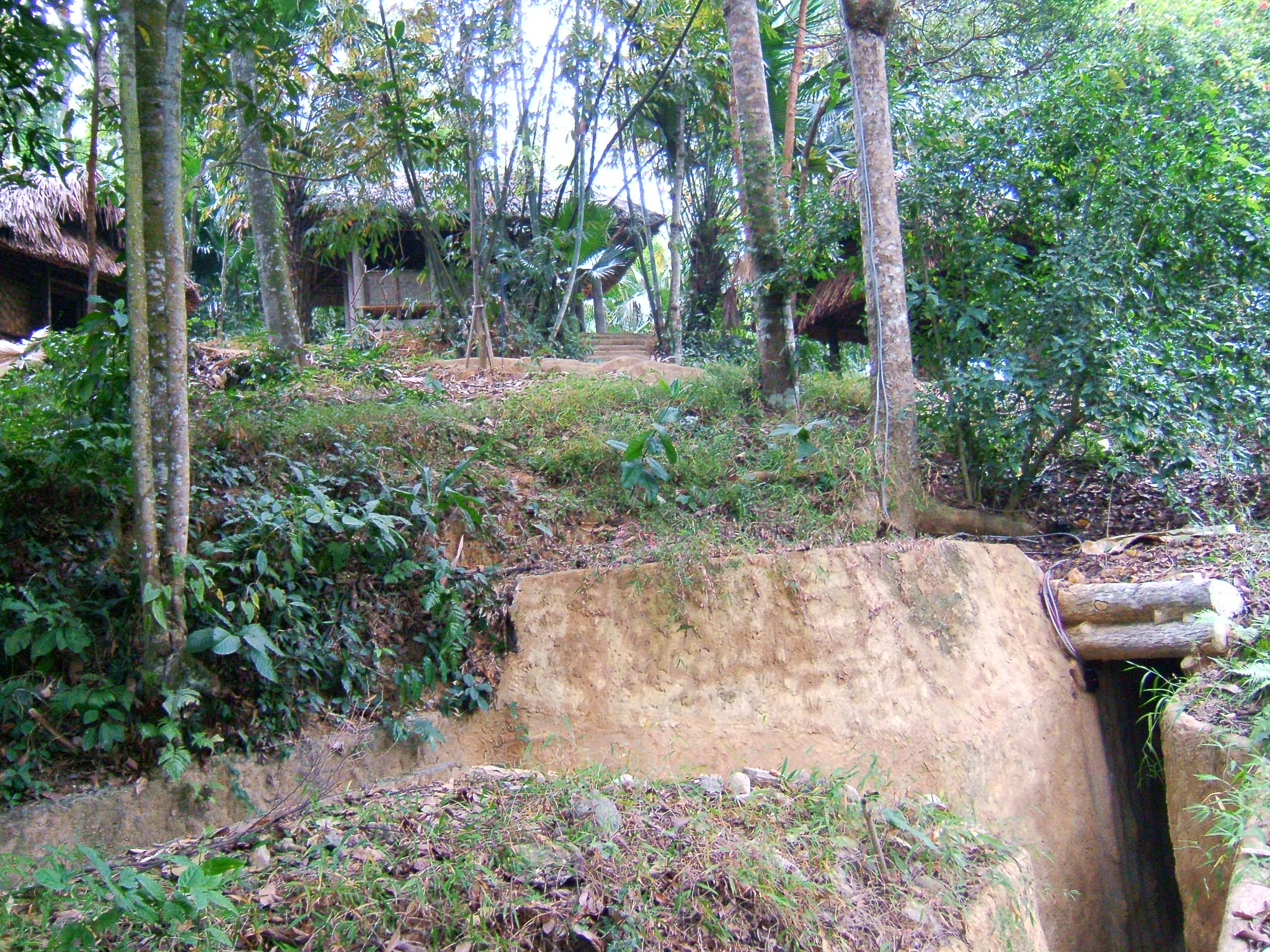
Một phần Khu di tích An toàn khu Định Hóa
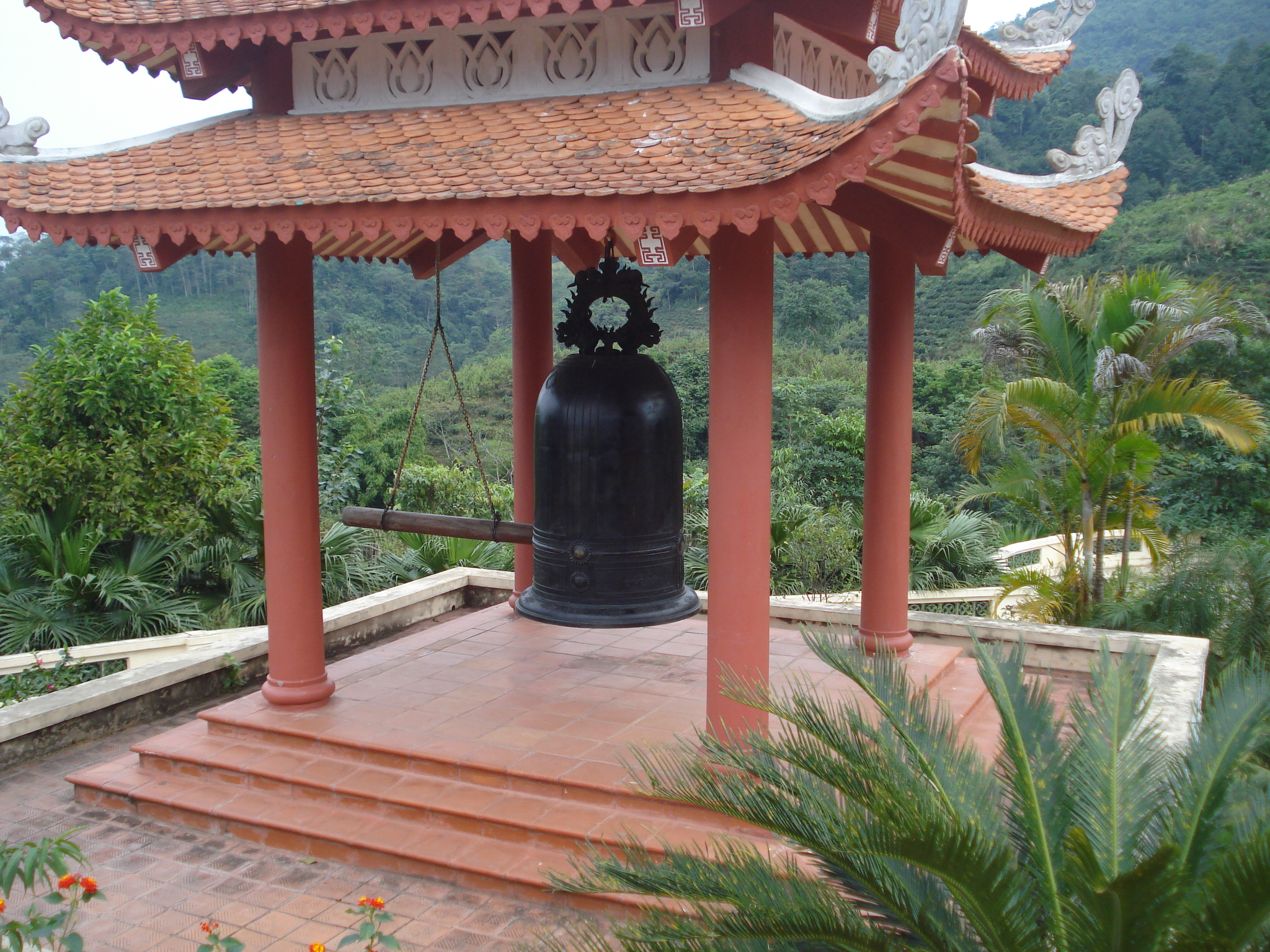
Tháp chuông tại Nhà tưởng niệm Bác Hồ ở ATK Định Hoá
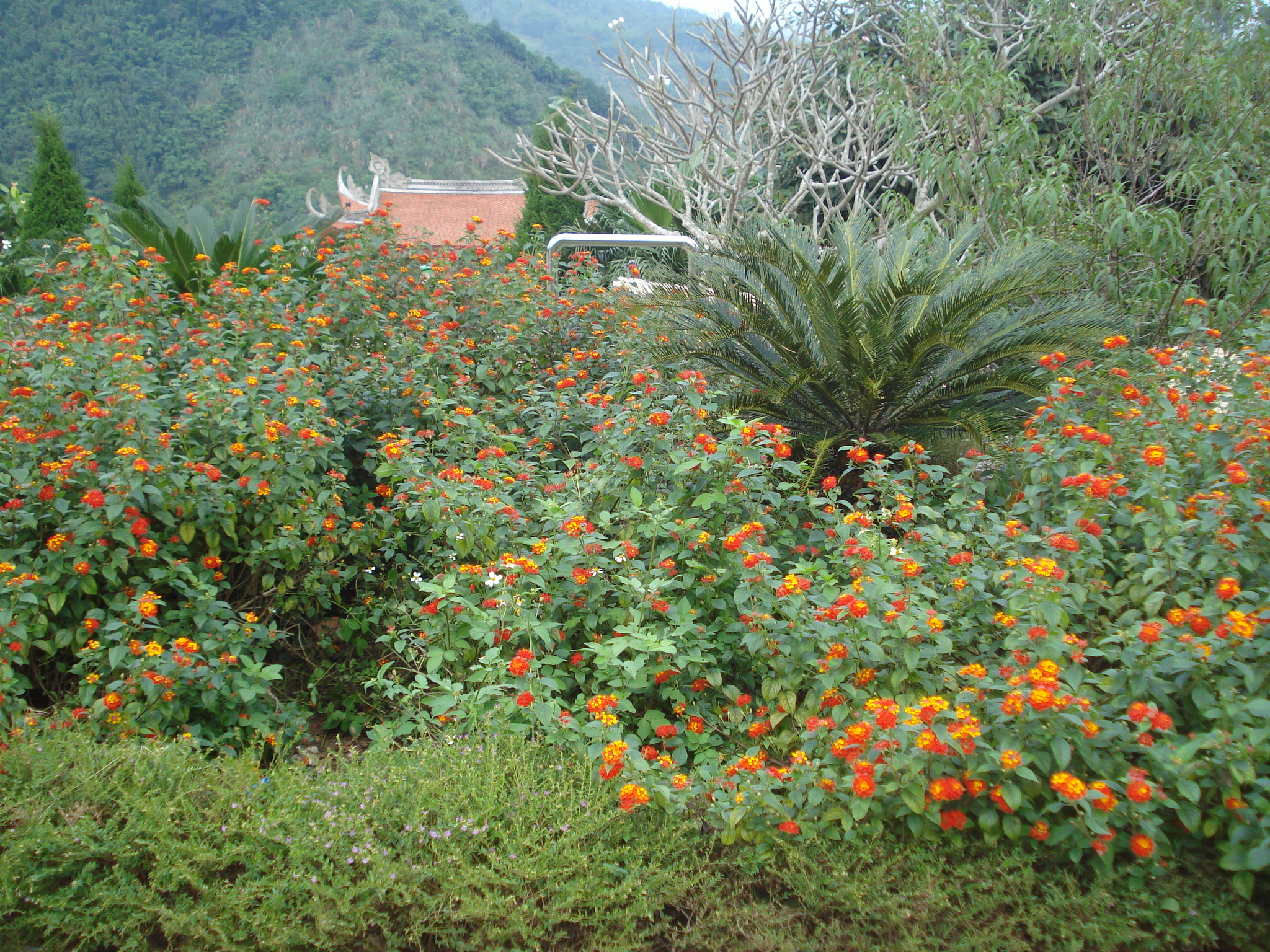
Phong cảnh tại Nhà tưởng niệm Bác Hồ ở ATK Định Hoá